# China Championship 2019
Il China Championship 2019 è il settimo evento della stagione 2019-2020 di snooker ed è la quarta edizione di questo torneo che si è disputato dal 23 al 29 settembre 2019 a Guangzhou in Cina.
1° China Championship e 8º Titolo Ranking per Shaun Murphy.

## Montepremi
- Vincitore: £150.000
- Finalista: £75.000
- Semifinalisti: £32.000
- Quarti di Finale: £20.000
- Sedicesimi di Finale: £13.000
- Trentaduesimi di Finale: £7.500
- Sessantaquattresimi di Finale: £4.750
- Miglior Break della competizione: £6.000

## Tabellone delle qualificazioni
Le Qualificazioni si sono giocate tra il 15 e il 18 agosto 2019 a Barnsley, mentre gli ultimi sei match si sono tenuti a Guangzhou il 23 settembre.

### Turno 1
| Giocatore   | Giocatore   | Risultato |
| ----------- | ----------- | --------- |
| Li Yingdong | Zhao Jianbo | 1 - 5     |
| Wu Yize     | Pang Junxu  | 2 - 5     |

### Turno 2
| Giocatore             | Giocatore        | Risultato       |
| --------------------- | ---------------- | --------------- |
| Igor Figueiredo       | Lu Ning          | 1 - 5           |
| Scott Donaldson       | Adam Stefanow    | 5 - 1           |
| Ashley Carty          | Martin Gould     | 3 - 5           |
| Alexander Ursenbacher | Ali Carter       | 5 - 4           |
| Chris Wakelin         | Lee Walker       | 5 - 2           |
| Steve Mifsud          | Martin O'Donnell | 3 - 5           |
| Peter Ebdon           | Sam Baird        | 3 - 5           |
| Lei Peifan            | Xiao Guodong     | 1 - 5           |
| Lyu Haotian           | Louis Heathcote  | 5 - 3           |
| David Grace           | Zhao Xintong     | 3 - 5           |
| Liang Wenbó           | Mitchell Mann    | 3 - 5           |
| Si Jiahui             | Liam Highfield   | 2 - 5           |
| Barry Hawkins         | Barry Pinches    | 5 - 3           |
| John Higgins          | Andy Hicks       | 5 - 4           |
| Stuart Bingham        | Jordan Brown     | 3 - 5           |
| John Astley           | Andrew Higginson | 4 - 5           |
| Li Hang               | Bai Langning     | 5 - 0           |
| Sam Craigie           | Robert Milkins   | 5 - 4           |
| Simon Lichtenberg     | Sunny Akani      | 0 - 5           |
| Graeme Dott           | Jackson Page     | 5 - 4           |
| Mark Allen            | Eden Sharav      | 5 - 1           |
| Joe O'Connor          | Michael White    | 5 - 3           |
| Kurt Maflin           | Billy Joe Castle | 5 - 2           |
| Ryan Day              | Duane Jones      | 5 - 4           |
| Yuan Sijun            | Craig Steadman   | 5 - 4           |
| Shaun Murphy          | Fan Zhengyi      | 5 - 2           |
| Ben Woollaston        | Zhang Jiankang   | 5 - 3           |
| Kacper Filipiak       | Matthew Selt     | 1 - 5           |
| Gerard Greene         | Neil Robertson   | 3 - 5           |
| Andy Lee              | Mark Williams    | 1 - 5           |
| Fergal O'Brien        | Kishan Hirani    | 4 - 5           |
| Xu Si                 | Ricky Walden     | 3 - 5           |
| Mark Davis            | Luo Honghao      | 2 - 5           |
| Luca Brecel           | Zhang Anda       | 5 - 1           |
| Alan McManus          | Tian Pengfei     | 4 - 5           |
| Gary Wilson           | Jak Jones        | 3 - 5           |
| James Cahill          | Marco Fu         | 4 - 5           |
| Elliot Slessor        | Mark Joyce       | 4 - 5           |
| Matthew Stevens       | Jamie O'Neill    | 5 - 3           |
| Dominic Dale          | Jimmy Robertson  | 5 - 2           |
| David Gilbert         | Peter Lines      | 5 - 2           |
| Noppon Saenghkam      | Nigel Bond       | 5 - 0           |
| Mark King             | Rod Lawler       | 5 - 1           |
| Alex Borg             | Anthony Hamilton | 4 - 5           |
| Jamie Clarke          | Kyren Wilson     | 1 - 5           |
| Fraser Patrick        | Robbie Williams  | 1 - 5           |
| Jimmy White           | Hossein Vafaei   | 4 - 5           |
| Jack Lisowski         | Oliver Lines     | 5 - 0           |
| Cheng Bingyu          | Daniel Wells     | 2 - 5           |
| Chen Zifan            | Anthony McGill   | 1 - 5           |
| Michael Holt          | David Lilley     | 5 - 1           |
| Hammad Miah           | Michael Georgiou | 5 - 4           |
| Joe Perry             | Alfie Burden     | 5 - 4           |
| Stuart Carrington     | Harvey Chandler  | 4 - 5           |
| Stephen Maguire       | Ian Burns        | 5 - 3           |
| Thepchaiya Un-Nooh    | Soheil Vahedi    | 5 - 0           |
| Zhou Yuelong          | Riley Parsons    | 5 - 0           |
| Mike Dunn             | Thor Chuan Leong | 5 - 2           |
| Mark Selby            | Chen Feilong     | 5 - 3           |
| Yan Bingtao           | Mei Xiwen        | 5 - 4           |
| Ding Junhui           | Brandon Sargeant | 5 - 0           |
| Judd Trump            | James Wattana    | 5 - 1           |
| Tom Ford              | Pang Junxu       | 5 - 2           |
| Ken Doherty           | Zhao Jianbo      | 0 - 5 (Forfait) |

## Fase a eliminazione diretta
| Sessantaquattresimi di Finale | Trentaduesimi di Finale | Sedicesimi di Finale   | Quarti di Finale       | Semifinali                | Finale                  |
| ----------------------------- | ----------------------- | ---------------------- | ---------------------- | ------------------------- | ----------------------- |
| Al meglio dei 9 frames        | Al meglio dei 9 frames  | Al meglio dei 9 frames | Al meglio dei 9 frames | Al meglio degli 11 frames | Al meglio dei 19 frames |

Il Ranking indicato è quello prima dell'inizio della competizione.
| Giocatore          | Giocatore             | Risultato | Ranking Giocatore 1 | Ranking Giocatore 2 |
| ------------------ | --------------------- | --------- | ------------------- | ------------------- |
| Lu Ning            | Mark Selby            | 2 - 5     | 63                  | 6                   |
| Martin Gould       | Scott Donaldson       | 5 - 3     | 35                  | 31                  |
| Chris Wakelin      | Alexander Ursenbacher | 5 - 1     | 49                  | 109                 |
| Sam Baird          | Yan Bingtao           | 4 - 5     | 74                  | 18                  |
| Xiao Guodong       | Martin O'Donnell      | 5 - 4     | 24                  | 42                  |
| Zhao Xintong       | Ding Junhui           | 5 - 3     | 56                  | 9                   |
| Lyu Haotian        | Mitchell Mann         | 4 - 5     | 27                  | 126                 |
| Barry Hawkins      | Liam Highfield        | 5 - 2     | 10                  | 59                  |
| Kurt Maflin        | Graeme Dott           | 5 - 4     | 44                  | 21                  |
| Ryan Day           | Joe O'Connor          | 5 - 4     | 20                  | 67                  |
| Mark Williams      | Kishan Hirani         | 5 - 1     | 3                   | 89                  |
| Ricky Walden       | Luo Honghao           | 4 - 5     | 29                  | 70                  |
| David Gilbert      | Marco Fu              | 5 - 1     | 12                  | 58                  |
| Mark King          | Noppon Saengkham      | 2 - 5     | 28                  | 39                  |
| Mark Allen         | Anthony Hamilton      | 5 - 3     | 7                   | 62                  |
| Tom Ford           | Hossein Vafaei        | 1 - 5     | 26                  | 41                  |
| Joe Perry          | Hammad Miah           | 5 - 0     | 17                  | 90                  |
| Thepchaiya Un-Nooh | Zhou Yuelong          | 1 - 5     | 37                  | 36                  |
| Judd Trump         | Mike Dunn             | 5 - 0     | 1                   | 64                  |
| John Higgins       | Andrew Higginson      | 5 - 1     | 5                   | 57                  |
| Sunny Akani        | Jordan Brown          | 4 - 5     | 53                  | 81                  |
| Li Hang            | Sam Craigie           | 5 - 2     | 40                  | 66                  |
| Kyren Wilson       | Robbie Williams       | 5 - 0     | 8                   | 60                  |
| Shaun Murphy       | Yuan Sijun            | 5 - 3     | 14                  | 52                  |
| Matthew Selt       | Ben Woollaston        | 5 - 2     | 30                  | 32                  |
| Neil Robertson     | Zhao Jianbo           | 5 - 1     | 4                   | (Dilettante)        |
| Luca Brecel        | Tian Pengfei          | 5 - 4     | 25                  | 68                  |
| Dominic Dale       | Matthew Stevens       | 2 - 5     | 124                 | 45                  |
| Stephen Maguire    | Harvey Chandler       | 5 - 2     | 15                  | 87                  |
| Anthony McGill     | Michael Holt          | 5 - 2     | 23                  | 43                  |
| Jak Jones          | Mark Joyce            | 3 - 5     | 71                  | 48                  |
| Jack Lisowski      | Daniel Wells          | 5 - 1     | 11                  | 55                  |

| GIocatore        | Giocatore       | Risultato | Ranking Giocatore 1 | Ranking Giocatore 2 |
| ---------------- | --------------- | --------- | ------------------- | ------------------- |
| Mark Selby       | Martin Gould    | 5 - 2     | 6                   | 35                  |
| Chris Wakelin    | Yan Bingtao     | 5 - 2     | 49                  | 18                  |
| Xiao Guodong     | Zhao Xintong    | 3 - 5     | 24                  | 56                  |
| Mitchell Mann    | Barry Hawkins   | 1 - 5     | 126                 | 10                  |
| John Higgins     | Li Hang         | 5 - 3     | 5                   | 40                  |
| Jordan Brown     | Kurt Maflin     | 3 - 5     | 81                  | 44                  |
| Ryan Day         | Shaun Murphy    | 3 - 5     | 20                  | 14                  |
| Matthew Selt     | Neil Robertson  | 5 - 1     | 30                  | 4                   |
| Mark Williams    | Luo Honghao     | 5 - 3     | 3                   | 70                  |
| Luca Brecel      | Mark Joyce      | 5 - 0     | 25                  | 48                  |
| Matthew Stevens  | David Gilbert   | 2 - 5     | 45                  | 12                  |
| Noppon Saengkham | Mark Allen      | 5 - 4     | 39                  | 7                   |
| Kyren Wilson     | Hossein Vafaei  | 3 - 5     | 8                   | 41                  |
| Jack Lisowski    | Anthony McGill  | 3 - 5     | 11                  | 23                  |
| Joe Perry        | Stephen Maguire | 5 - 3     | 17                  | 15                  |
| Zhou Yuelong     | Judd Trump      | 0 - 5     | 36                  | 1                   |

| Giocatore      | Giocatore        | Risultato | Ranking Giocatore 1 | Ranking Giocatore 2 |
| -------------- | ---------------- | --------- | ------------------- | ------------------- |
| Mark Selby     | Chris Wakelin    | 5 - 2     | 6                   | 49                  |
| Zhao Xintong   | Barry Hawkins    | 4 - 5     | 56                  | 10                  |
| John Higgins   | Kurt Maflin      | 3 - 5     | 5                   | 44                  |
| Shaun Murphy   | Matthew Selt     | 5 - 3     | 14                  | 30                  |
| Mark Williams  | Luca Brecel      | 5 - 1     | 3                   | 25                  |
| David Gilbert  | Noppon Saengkham | 5 - 2     | 12                  | 39                  |
| Hossein Vafaei | Anthony McGill   | 5 - 4     | 41                  | 23                  |
| Joe Perry      | Judd Trump       | 5 - 2     | 17                  | 1                   |

| Giocatore      | Giocatore     | Risultato | Ranking Giocatore 1 | Ranking Giocatore 2 |
| -------------- | ------------- | --------- | ------------------- | ------------------- |
| Mark Selby     | Barry Hawkins | 5 - 4     | 6                   | 10                  |
| Kurt Maflin    | Shaun Murphy  | 2 - 5     | 44                  | 14                  |
| Mark Williams  | David Gilbert | 5 - 1     | 3                   | 12                  |
| Hossein Vafaei | Joe Perry     | 5 - 3     | 41                  | 17                  |

| Giocatore      | Giocatore     | Risultato | Ranking Giocatore 1 | Ranking Giocatore 2 |
| -------------- | ------------- | --------- | ------------------- | ------------------- |
| Mark Selby     | Shaun Murphy  | 3 - 6     | 6                   | 14                  |
| Hossein Vafaei | Mark Williams | 5 - 6     | 41                  | 3                   |

| FINALE Guangzhou Tianhe Sports Centre, Guangzhou, Cina, 29 settembre 2019 ARBITRO: Peggy Lee                               | FINALE Guangzhou Tianhe Sports Centre, Guangzhou, Cina, 29 settembre 2019 ARBITRO: Peggy Lee | FINALE Guangzhou Tianhe Sports Centre, Guangzhou, Cina, 29 settembre 2019 ARBITRO: Peggy Lee |
| Shaun Murphy (14) | 10 - 9                                                                                       | Mark Williams (3)                                                                            |
| --- | -------------------------------------------------------------------------------------------- | -------------------------------------------------------------------------------------------- |
| PRIMA SESSIONE: 1-0 2-0 2-1 2-2 2-3 3-3 3-4 4-4 5-4 (5-4) SECONDA SESSIONE: 5-5 6-5 7-5 8-5 9-5 9-6 9-7 9-8 9-9 10-9 (5-5) |                                                                                              |                                                                                              |
| MIGLIOR BREAK: 133 CENTURY BREAKS: 2                                                                                       |                                                                                              | MIGLIOR BREAK: 143 CENTURY BREAKS: 2                                                         |
| Shaun Murphy vince il China Championship 2019                                                                              |                                                                                              |                                                                                              |

### Statistiche
In queste statistiche sono indicati solo i giocatori che hanno partecipato alla Fase a Eliminazione Diretta. Quelli che hanno partecipato a Qualificazioni e Fase a Eliminazione Diretta vengono classificati con entrambi i risultati.
| Giocatore             | Numero di frames vinti |
| --------------------- | ---------------------- |
| Shaun Murphy          | 41                     |
| Mark Williams         | 40                     |
| Hossein Vafaei        | 30                     |
| Mark Selby            | 28                     |
| Barry Hawkins         | 24                     |
| Joe Perry             | 23                     |
| Kurt Maflin           | 22                     |
| David Gilbert         | 21                     |
| Anthony McGill        | 19                     |
| Zhao Xintong          | 19                     |
| John Higgins          | 18                     |
| Noppon Saengkham      | 17                     |
| Judd Trump            | 17                     |
| Chris Wakelin         | 17                     |
| Luca Brecel           | 16                     |
| Matthew Selt          | 16                     |
| Mark Allen            | 14                     |
| Li Hang               | 13                     |
| Jordan Brown          | 13                     |
| Stephen Maguire       | 13                     |
| Ryan Day              | 13                     |
| Xiao Guodong          | 13                     |
| Luo Honghao           | 13                     |
| Kyren Wilson          | 13                     |
| Jack Lisowski         | 13                     |
| Martin Gould          | 12                     |
| Matthew Stevens       | 12                     |
| Yan Bingtao           | 12                     |
| Mitchell Mann         | 11                     |
| Neil Robertson        | 11                     |
| Tom Ford              | 10                     |
| Mark Joyce            | 10                     |
| Zhou Yuelong          | 10                     |
| Graeme Dott           | 9                      |
| Joe O'Connor          | 9                      |
| Sunny Akani           | 9                      |
| Sam Baird             | 9                      |
| Martin O'Donnell      | 9                      |
| Ricky Walden          | 9                      |
| Tian Pengfei          | 9                      |
| Scott Donaldson       | 8                      |
| Jak Jones             | 8                      |
| Anthony Hamilton      | 8                      |
| Yuan Sijun            | 8                      |
| Ding Junhui           | 8                      |
| Liam Highfield        | 7                      |
| Sam Craigie           | 7                      |
| Ben Woollaston        | 7                      |
| Dominic Dale          | 7                      |
| Mark King             | 7                      |
| Lu Ning               | 7                      |
| Michael Holt          | 7                      |
| Harvey Chandler       | 7                      |
| Alexander Ursenbacher | 6                      |
| Andrew Higginson      | 6                      |
| Kishan Hirani         | 6                      |
| Zhao Jianbo           | 6                      |
| Marco Fu              | 6                      |
| Tom Ford              | 6                      |
| Thepchaiya Un-Nooh    | 6                      |
| Daniel Wells          | 6                      |

### Century Breaks (55)
| N° | Giocatore        | Century Breaks | Miglior Break |
| -- | ---------------- | -------------- | ------------- |
| 1  | Mark Selby       | 5              | 122           |
| 2  | Hossein Vafaei   | 4              | 137           |
| =  | Shaun Murphy     | 4              | 133           |
| 3  | Kyren Wilson     | 3              | 135           |
| =  | Luo Honghao      | 3              | 130           |
| =  | Judd Trump       | 3              | 122           |
| 4  | Mark Allen       | 2              | 145 (£6.000)  |
| =  | Mark Williams    | 2              | 143           |
| =  | Barry Hawkins    | 2              | 139           |
| =  | Joe Perry        | 2              | 134           |
| =  | Stephen Maguire  | 2              | 131           |
| =  | Yan Bingtao      | 2              | 126           |
| =  | David Gilbert    | 2              | 126           |
| =  | Chris Wakelin    | 2              | 116           |
| =  | Ricky Walden     | 2              | 105           |
| =  | Kurt Maflin      | 2              | 104           |
| 5  | Noppon Saengkham | 1              | 140           |
| =  | Mark King        | 1              | 138           |
| =  | Scott Donaldson  | 1              | 137           |
| =  | Marco Fu         | 1              | 133           |
| =  | Yuan Sijun       | 1              | 127           |
| =  | Ryan Day         | 1              | 119           |
| =  | Joe O'Connor     | 1              | 117           |
| =  | Li Hang          | 1              | 108           |
| =  | John Higgins     | 1              | 106           |
| =  | Tian Pengfei     | 1              | 104           |
| =  | Xiao Guodong     | 1              | 104           |
| =  | Luca Brecel      | 1              | 104           |
| =  | Anthony Hamilton | 1              | 101           |

### Miglior Break nelle qualificazioni[4]
| Giocatore    | Century Break | Avversario  |
| ------------ | ------------- | ----------- |
| Zhao Xintong | 143           | David Grace |